# 13991 Kenphillips
13991 Kenphillips (1993 FZ6) là một tiểu hành tinh vành đai chính được phát hiện ngày 17 tháng 3 năm 1993 ở Đài thiên văn Nam Âu.